# کائوآ الیاس
کائوآ الیاس (انگلیسی: Kauã Elias؛ زادهٔ ۲۸ مارس ۲۰۰۶) بازیکن فوتبال اهل برزیل است.
وی همچنین در تیم ملی فوتبال زیر ۱۷ سال برزیل بازی کرده‌است.